# William Vane

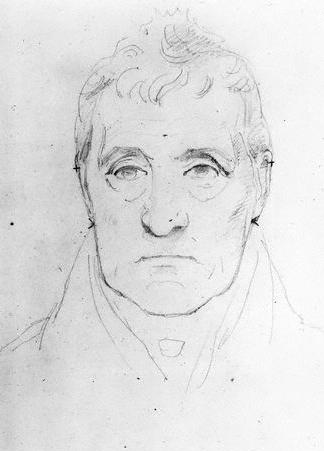
De hertog van Cleveland door Sir Francis Leggatt Chantrey, 1820.

William Henry Vane, 1e hertog van Cleveland, KG (27 juli 1766 – 29 januari 1842) was een Brits adellijk persoon. 
William Vane werd in 1766 als de zoon van Henry Vane, 2e graaf van Darlington, geboren. Hij werd in de Chapel Royal op St. James's Palace gedoopt met de namen William Harry die hij later veranderde in William Henry). Hij werd vanaf zijn geboorte Viscount Barnard genoemd.
Lord Barnard werd opgeleid aan Christ Church in Oxford en trouwde op 17 september 1787 met zijn nicht, Lady Catherine Powlett (1766-1807), een dochter van de 6e hertog van Bolton.
Barnard was van 1788 tot 1790 een Whig parlementslid voor Totnes en daarna van 1790 tot 1792 voor Winchelsea. Op 27 juli 1813 trouwde hij met zijn tweede vrouw, Elizabeth Russell (1777-1861).
In 1792 volgde hij zijn vader op als 3e graaf van Darlington. In 1827 werd hij als markies van Cleveland gecreëerd. Bij de kroning van koning Willem IV op 8 september 1831 fungeerde hij als drager van het derde zwaard. In datzelfde jaar  werd hij benoemd tot baron Raby van Raby Castle in het paltsgraafschap Durham. In 1833 volgde zijn verheffing tot hertog van Cleveland.
In 1810 maakte hij met succes aanspraak op de Pulteney Estate in Bath, dit nadat Laura Pulteney̩, 1e gravin van Bath, in 1808 zonder testament was overleden.
In 1819 maakte hij bezwaar tegen de plannen voor de aanleg van de Stockton and Darlington Railway met als argument dat een van zijn favoriete jachtgebieden voor de vossenjacht door de aanleg van deze spoorlijn werd doorsneden. 
De hertog van Cleveland werd in 1839 tot ridder van de Kouseband geslagen. Hij stierf in 1842 en werd in Staindrop in County Durham begraven.